# Tales from the B-Side
Tales from the B-Side è un album raccolta di brani del gruppo musicale alternative metal statunitense Biohazard.
Esso contiene remix e versioni demo di alcuni brani, oltre che altre canzoni mai pubblicate prima.

## Tracce
1. Three Point Back – 2:42
2. Falling – 2:57
3. Sumptin' To Prove (Versione demo) – 1:29
4. Slam (Remix) – 3:40
5. Beaten – 3:12
6. How It Is (Remix) – 4:12
7. Sadman – 3:47
8. Enslaved – 2:09
9. Judgement Night – 4:36
10. Inhale – 1:54
11. Piece Of Mind – 2:45
12. Shades Of Grey (Versione demo) – 3:24
13. Punishment (Versione demo) – 4:30

## Formazione
- Evan Seinfeld - voce, basso
- Billy Graziadei - voce, chitarra
- Rob Echeverria - chitarra
- Danny Schuler - batteria